# Campeonato Paranaense de Futebol de 2013
O Campeonato Paranaense de Futebol de 2013, cujo nome oficial é Paranaense Chevrolet 2013, por motivos de patrocínio, é a 99ª edição da principal divisão do futebol paranaense, a qual conta com a participação de 12 equipes, e é organizada pela Federação Paranaense de Futebol.
Os quatro primeiros colocados na classificação geral, garante vaga Copa do Brasil de Futebol de 2014, e as duas melhores equipes na classificação geral, exceto Atlético Paranaense, Coritiba e Paraná Clube que já estão classificados nas Séries A e B respectivamente, garante vaga na Série D de 2013.
O Coritiba, se garantiu na final, após vencer o 1º Turno, somando 27 pontos dos 33 disputados. A confirmação da classificação ocorreu apenas última rodada, quando venceu a equipe do Londrina 1x0, que jogava no Estádio do Café, com mais de 30000 pessoas.
O Atlético, se garantiu na final, após vencer o 2º Turno, somando 26 pontos dos 33 disputados. A confirmação da classificação ocorreu apenas última rodada, quando o furação perde para equipe do Operário por 4x1, mas conta com a vitória do Coritiba sobre o Londrina, que terminou logo em seguida com 26 pontos.
O Nacional foi a primeira equipe rebaixada, após perder em casa para o Toledo por 1x0, na 7ª Rodada do 2º Turno. Assim o Nacional jogará a Divisão de Acesso 2014, após ter feito até  6 pontos, dos 66 disputados.
O segundo rebaixado foi o Paranavaí, conhecido apenas na última rodada do 2º Turno, após perder por 3x0 do Paraná Clube, no estádio Felipão. O Paranavaí foi rebaixado após ter feito 18 pontos, dos 66 disputados.
As finais entre Atlético e Coritiba, foram marcadas para 5 e 12 de maio. Na primeira partida, o Atlético tinha o apoio da torcida, que lotou a Vila Olímpica, e o Coritiba buscava um bom resultado, o placar foi de 2X2, e a decisão ficou para o jogo de volta.
No segundo jogo era o Coritiba que jogava por um empate e com o apoio da sua torcida, que também lotou o Couto Pereira, venceu a partida por 3X1 e se tornou tetracampeão paranaense (títulos consecutivos).
O Atlético Paranaense disputou o campeonato com uma equipe denominada Sub-23, efetivamente o 3º grupo de jogadores, haja vista sua equipe principal ser constituída por 26 atletas.

## Regulamento
O Campeonato Paranaense 2013 será disputado em três fases (Primeiro turno, Segundo turno e Finais). No primeiro turno, os 12 clubes participantes se enfrentam em jogos de ida na fase classificatória. O time com maior número de pontos será declarado campeão do 1º turno e garante vaga na decisão do campeonato.
Em caso igualdade de pontos na fase classificatória, os critérios de desempate são, nesta ordem:
1º) Número de vitórias;
2º) saldo de gols;
3º) número de gols a favor;
4º) menor número de cartões vermelhos;
5º) menor número de cartões amarelos;
6º) sorteio.
O segundo turno segue o mesmo modelo do primeiro, mas os jogos serão de volta. Após a fase classificatória, o time com maior número de pontos será declarado campeão do 2º turno e garante vaga na decisão do campeonato.

### Final
A decisão do Campeonato Paranaense será disputada em mata-mata em jogos de ida e volta entre os dois vencedores de turno. A equipe que somar melhor campanha ao longo das duas primeiras fases de classificação joga com a vantagem de decidir em casa. Em caso de empate em número de pontos e de saldo de gols, a vantagem é para a equipe de melhor campanha.
Caso uma mesma equipe vença os dois turnos, será declarada campeã paranaense.
As equipes que terminarem a competição nas duas últimas posições, levando-se em consideração os dois turnos, serão rebaixadas para a Segunda Divisão em 2014.

## Televisão
Para a temporada de 2013, a RPC TV, afiliada da Rede Globo no Paraná deteve os direitos televisivos, tendo transmitido um jogo por rodada. O canal pay-per-view PFC transmitiu todos os jogos do Coritiba e do Paraná Clube.
O Atlético Paranaense não aceitou a proposta para a RPC TV e do PFC transmitir seus jogos no Paranaense 2013.

## Participantes
| Equipe                                  | Cidade       | Região                           | No ano anterior        | Estádio                                  | Capacidade | Títulos                                      | Participações |
| --------------------------------------- | ------------ | -------------------------------- | ---------------------- | ---------------------------------------- | ---------- | -------------------------------------------- | ------------- |
| Rio Branco Sport Club                   | Paranaguá    | Litoral Paranaense               | 8° colocado            | Gigante do Itiberê                       | 9.070      | 0 (não possui)                               | 44            |
| Atlético Clube Paranavaí                | Paranavaí    | Microrregião de Paranavaí        | 10° colocado           | Estádio Municipal Dr. Waldemiro Wagner   | 25.000     | 1 (2007)                                     | 37            |
| J.Malucelli Futebol S/A                 | Curitiba     | Região Metropolitana de Curitiba | 9° colocado            | Estádio Janguito Malucelli               | 4.200      | 0 (não possui)                               | 14            |
| Coritiba Foot Ball Club                 | Curitiba     | Região Metropolitana de Curitiba | Campeão                | Estádio Major Antônio Couto Pereira      | 38.000     | 36 (último em 2012)                          | 89            |
| Clube Atlético Paranaense               | Curitiba     | Região Metropolitana de Curitiba | 2° colocado            | Estádio Janguito Malucelli               | 4.200      | 21 (último em 2009)                          | 79            |
| Cianorte Futebol Clube                  | Cianorte     | Microrregião de Cianorte         | 4° colocado            | Estádio Municipal Olímpico Albino Turbay | 3.000      | 0 (não possui)                               | 10            |
| Operário Ferroviário Esporte Clube      | Ponta Grossa | Microrregião de Ponta Grossa     | 6° colocado            | Estádio Germano Krüger                   | 8.620      | 0 (não possui)                               | 43            |
| Arapongas Esporte Clube                 | Arapongas    | Microrregião de Apucarana        | 3° colocado            | Estádio dos Pássaros                     | 10.440     | 0 (não possui)                               | 6             |
| Toledo Colônia Work                     | Toledo       | Microrregião de Toledo           | 7° colocado            | Estádio 14 de Dezembro                   | 15.280     | 0 (não possui)                               | 5             |
| Londrina Esporte Clube                  | Londrina     | Microrregião de Londrina         | 5° colocado            | Estádio do Café                          | 36.000     | 3 (1962, 1981, 1992 )                        | 39            |
| Paraná Clube                            | Curitiba     | Região Metropolitana de Curitiba | Campeão 2° Divisão     | Estádio Durival Britto e Silva           | 17.000     | 7 (1991, 1993, 1994, 1995, 1996, 1997, 2006) | 20            |
| Nacional Atlético Clube Sociedade Civil | Rolândia     | Microrregião de Londrina         | 2° colocado 2° divisão | Estádio Erich George                     | 2.200      | 0 (não possui)                               | 16            |

## Primeiro Turno
| Classificação | Classificação       | Classificação | Classificação | Classificação | Classificação | Classificação | Classificação | Classificação | Classificação | Classificação | Classificação | Classificação |
| Pos           | Times               | Pts           | J             | V             | E             | D             | GP            | GC            | SG            | %             | M             |               |
| ------------- | ------------------- | ------------- | ------------- | ------------- | ------------- | ------------- | ------------- | ------------- | ------------- | ------------- | ------------- | ------------- |
| 1             | Coritiba            | 27            | 11            | 8             | 3             | 0             | 23            | 4             | 19            | 81,8          | Estável       |               |
| 2             | Londrina            | 23            | 11            | 7             | 2             | 2             | 25            | 8             | 17            | 69,7          | Estável       |               |
| 3             | Paraná              | 20            | 11            | 5             | 5             | 1             | 15            | 8             | 7             | 60,6          | Estável       |               |
| 4             | J.Malucelli         | 17            | 11            | 5             | 2             | 4             | 14            | 13            | 1             | 51,5          | Estável       |               |
| 5             | Atlético Paranaense | 14            | 11            | 3             | 5             | 3             | 13            | 11            | 2             | 42,4          | 4             |               |
| 6             | Arapongas           | 14            | 11            | 2             | 8             | 1             | 11            | 8             | 3             | 42,4          | Estável       |               |
| 7             | Paranavaí           | 13            | 11            | 3             | 4             | 4             | 12            | 18            | -6            | 39,4          | 2             |               |
| 8             | Toledo              | 12            | 11            | 2             | 6             | 3             | 13            | 12            | 1             | 36,4          | Estável       |               |
| 9             | Operário            | 12            | 11            | 2             | 6             | 3             | 11            | 14            | -3            | 36,4          | 2             |               |
| 10            | Cianorte            | 11            | 11            | 3             | 2             | 6             | 11            | 16            | -5            | 33,3          | 1             |               |
| 11            | Rio Branco          | 10            | 11            | 2             | 4             | 5             | 9             | 23            | -14           | 30,3          | 1             |               |
| 12            | Nacional            | 1             | 11            | 0             | 1             | 10            | 6             | 28            | -22           | 3             | Estável       |               |

|  |            |
|  | Finalista. |

### Confrontos
Para ler a tabela, a linha horizontal representa os jogos da equipe como mandante. A coluna vertical indica os jogos da equipe como visitante.
Jogos "clássicos" estão em negrito.
Resultados estão em verde.
|               | AEC | CAP | CIA | JMA | CFC | LEC | NAC | OPE | PAR | ACP | RIO | TCW |
| ------------- | --- | --- | --- | --- | --- | --- | --- | --- | --- | --- | --- | --- |
| Arapongas     | —   | 1x1 | *   | *   | 1x1 | *   | 3x0 | 1x1 | *   | 0x0 | *   | 0x0 |
| Atlético      | *   | —   | 2x1 | 3x1 | *   | *   | *   | 3x0 | 0x1 | 0x0 | 1x1 | *   |
| Cianorte      | 0x1 | *   | —   | *   | 0x2 | 1x1 | *   | *   | 1x0 | *   | 3x1 | *   |
| J.Malucelli   | 2x1 | *   | 1x0 | —   | *   | 0x2 | 2x0 | 3x2 | 2x2 | *   | *   | *   |
| Coritiba      | *   | 2x1 | *   | 1x0 | —   | *   | 2x0 | *   | *   | 3x1 | *   | 3x1 |
| Londrina      | 1x1 | 2x0 | *   | *   | 0x1 | —   | 4x0 | *   | *   | 3x1 | *   | 4x2 |
| Nacional      | *   | 1x1 | 1x3 | *   | *   | *   | —   | 0x1 | *   | 3x4 | 1x2 | *   |
| Operário-PR   | *   | *   | 2x1 | *   | 0x0 | 0x1 | *   | —   | 1x1 | *   | *   | 1x1 |
| Paraná        | 2x2 | *   | *   | *   | 0x0 | 2x1 | 4x0 | *   | —   | 2x1 | 1x0 | *   |
| Paranavaí     | *   | *   | 1x1 | 1x0 | *   | *   | *   | 1x1 | *   | —   | 0x3 | 2x1 |
| Rio Branco-PR | 0x0 | *   | *   | 0x2 | 0x7 | 0x6 | *   | 2x2 | *   | *   | —   | 0x0 |
| Toledo        | *   | 1x1 | 4x0 | 1x1 | *   | *   | 2x0 | *   | 0x0 | *   | *   | —   |

### Desempenho por rodada
Clubes que lideraram o campeonato ao final de cada rodada:
| 1   | 2   | 3   | 4   | 5   | 6   | 7   | 8   | 9   | 10  | 11  |
| PAR | LON | LON | CFC | CFC | CFC | JMA | CFC | CFC | CFC | CFC |

Clubes que ficaram na última posição do campeonato ao final de cada rodada:
| 1   | 2   | 3   | 4   | 5   | 6   | 7   | 8   | 9   | 10  | 11  |
| NAC | CIA | CIA | CIA | CIA | NAC | NAC | NAC | NAC | NAC | NAC |

## Segundo Turno
| Classificação | Classificação       | Classificação | Classificação | Classificação | Classificação | Classificação | Classificação | Classificação | Classificação | Classificação | Classificação | Classificação |
| Pos           | Times               | Pts           | J             | V             | E             | D             | GP            | GC            | SG            | %             | M             |               |
| ------------- | ------------------- | ------------- | ------------- | ------------- | ------------- | ------------- | ------------- | ------------- | ------------- | ------------- | ------------- | ------------- |
| 1             | Atlético Paranaense | 26            | 11            | 8             | 2             | 1             | 20            | 13            | 7             | 78,8          | Estável       |               |
| 2             | Londrina            | 25            | 11            | 8             | 1             | 2             | 19            | 7             | 12            | 75,8          | Estável       |               |
| 3             | Coritiba            | 21            | 11            | 6             | 3             | 2             | 26            | 13            | 13            | 63,6          | Estável       |               |
| 4             | Operário            | 21            | 11            | 6             | 3             | 2             | 21            | 10            | 11            | 63,6          | Estável       |               |
| 5             | Paraná              | 19            | 11            | 5             | 4             | 2             | 14            | 10            | 4             | 57,6          | Estável       |               |
| 6             | J. Malucelli        | 18            | 11            | 6             | 0             | 5             | 12            | 12            | 0             | 54,5          | Estável       |               |
| 7             | Arapongas           | 13            | 11            | 4             | 1             | 6             | 15            | 19            | -4            | 39,4          | 2             |               |
| 8             | Toledo              | 12            | 11            | 3             | 3             | 5             | 9             | 12            | -3            | 36,4          | 1             |               |
| 9             | Rio Branco          | 11            | 11            | 3             | 2             | 6             | 15            | 20            | -5            | 33,3          | 1             |               |
| 10            | Cianorte            | 10            | 11            | 3             | 1             | 7             | 13            | 17            | -5            | 30,3          | Estável       |               |
| 11            | Nacional            | 5             | 11            | 1             | 2             | 8             | 5             | 16            | -11           | 15,2          | 1             |               |
| 12            | Paranavaí           | 5             | 11            | 1             | 2             | 8             | 5             | 24            | -19           | 15,2          | 1             |               |

|  |            |
|  | Finalista. |

### Confrontos
Para ler a tabela, a linha horizontal representa os jogos da equipe como mandante. A coluna vertical indica os jogos da equipe como visitante.
Jogos "clássicos" estão em negrito.
Resultados estão em verde.
|               | AEC | CAP | CIA | JMA | CFC | LEC | NAC | OPE | PAR | ACP | RIO | TCW |
| ------------- | --- | --- | --- | --- | --- | --- | --- | --- | --- | --- | --- | --- |
| Arapongas     | —   | *   | 1x3 | 0x3 | *   | 2x3 | *   | *   | 0x0 | *   | 2x1 | *   |
| Atlético      | 2x1 | —   | *   | *   | 3x1 | 1x1 | 2x0 | *   | *   | *   | *   | 3x2 |
| Cianorte      | *   | 1x2 | —   | 0x1 | *   | *   | 2x2 | 0x3 | *   | 3x0 | *   | 0x1 |
| Coritiba      | 3x2 | *   | 2x0 | *   | —   | 3x1 | *   | 1x1 | 2x3 | *   | 6x0 | *   |
| J.Malucelli   | *   | 0x1 | *   | —   | 0x3 | *   | *   | *   | *   | 3x1 | 2x1 | 1x0 |
| Londrina      | *   | *   | 2x0 | 3x0 | *   | —   | *   | 0x1 | 1x0 | *   | 1x0 | *   |
| Nacional      | 0x1 | *   | *   | 0x2 | 1x1 | 0x2 | —   | *   | 0x1 | *   | *   | 0x1 |
| Operário-PR   | 2x3 | 4x1 | *   | 2x0 | *   | *   | 0x1 | —   | *   | 3x0 | 2x2 | *   |
| Paraná        | *   | 2x2 | 2x1 | 1x0 | *   | *   | *   | 1x1 | —   | *   | *   | 1x1 |
| Paranavaí     | 0x2 | 0x1 | *   | *   | 2x2 | 0x4 | 2x0 | *   | 0x3 | —   | *   | *   |
| Rio Branco-PR | *   | 1x2 | 2x3 | *   | *   | *   | 2x1 | *   | 2x0 | 3x0 | —   | *   |
| Toledo        | 2x1 | *   | *   | *   | 0x2 | 0x1 | *   | 1x2 | *   | 2x2 | 1x1 | —   |

### Desempenho por rodada
Clubes que lideraram o campeonato ao final de cada rodada:
| 1   | 2   | 3   | 4   | 5   | 6   | 7   | 8   | 9   | 10  | 11  |
| CIA | CAP | JMA | LON | LON | LON | LON | CAP | CAP | CAP | CAP |

Clubes que ficaram na última posição do campeonato ao final de cada rodada:
| 1   | 2   | 3   | 4   | 5   | 6   | 7   | 8   | 9   | 10  | 11  |
| ACP | NAC | NAC | NAC | NAC | NAC | NAC | NAC | NAC | NAC | ACP |

## Classificação Geral
| Classificação | Classificação       | Classificação | Classificação | Classificação | Classificação | Classificação | Classificação | Classificação | Classificação | Classificação | Classificação | Classificação |
| Pos           | Times               | Pts           | J             | V             | E             | D             | GP            | GC            | SG            | %             | M             |               |
| ------------- | ------------------- | ------------- | ------------- | ------------- | ------------- | ------------- | ------------- | ------------- | ------------- | ------------- | ------------- | ------------- |
| 1             | Londrina            | 48            | 22            | 15            | 3             | 4             | 44            | 15            | 29            | 72,7          | Estável       |               |
| 2             | Coritiba            | 48            | 22            | 14            | 6             | 2             | 49            | 17            | 32            | 72,7          | Estável       |               |
| 3             | Atlético Paranaense | 40            | 22            | 11            | 7             | 4             | 31            | 24            | 9             | 60,6          | Estável       |               |
| 4             | Paraná              | 39            | 22            | 10            | 9             | 3             | 29            | 18            | 11            | 59,1          | Estável       |               |
| 5             | J.Malucelli         | 35            | 22            | 11            | 2             | 9             | 26            | 25            | 1             | 53            | Estável       |               |
| 6             | Operário            | 33            | 22            | 8             | 9             | 5             | 32            | 24            | 8             | 50            | Estável       |               |
| 7             | Arapongas           | 27            | 22            | 6             | 9             | 7             | 26            | 27            | -1            | 40,9          | 1             |               |
| 8             | Toledo              | 24            | 22            | 5             | 9             | 8             | 22            | 24            | -2            | 36,4          | 1             |               |
| 9             | Cianorte            | 21            | 22            | 6             | 3             | 13            | 24            | 34            | -10           | 31,8          | 1             |               |
| 10            | Rio Branco          | 21            | 22            | 5             | 6             | 11            | 24            | 43            | -19           | 31,8          | 1             |               |
| 11            | Paranavaí           | 18            | 22            | 4             | 6             | 12            | 17            | 42            | -25           | 27,3          | Estável       |               |
| 12            | Nacional            | 6             | 22            | 1             | 3             | 18            | 11            | 44            | -33           | 9,1           | Estável       |               |

|  | |
|  | Classificado para a Série D do Campeonato Brasileiro de 2013, Copa do Brasil de 2014 e disputa do Troféu RPC Campeão do Interior. |
|  | Classificados para a Copa do Brasil de 2014.                                                                                      |
|  | Classificado para a Série D do Campeonato Brasileiro de 2013.                                                                     |
|  | Classificado para a disputa do Troféu RPC Campeão do Interior.                                                                    |
|  | Rebaixados para a Segunda Divisão de 2014.                                                                                        |

### Desempenho por rodada
Clubes que lideraram o campeonato ao final de cada rodada:
| 1   | 2   | 3   | 4   | 5   | 6   | 7   | 8   | 9   | 10  | 11  | 12  | 13  | 14  | 15  | 16  | 17  | 18  | 19  | 20  | 21  | 22  |
| PAR | LON | LON | CFC | CFC | CFC | JMA | CFC | CFC | CFC | CFC | CFC | LON | LON | LON | LON | LON | LON | LON | LON | LON | LON |

Clubes que ficaram na última posição do campeonato ao final de cada rodada:
| 1   | 2   | 3   | 4   | 5   | 6   | 7   | 8   | 9   | 10  | 11  | 12  | 13  | 14  | 15  | 16  | 17  | 18  | 19  | 20  | 21  | 22  |
| NAC | CIA | CIA | CIA | CIA | NAC | NAC | NAC | NAC | NAC | NAC | NAC | NAC | NAC | NAC | NAC | NAC | NAC | NAC | NAC | NAC | NAC |

### Confrontos
Para ler a tabela, a linha horizontal representa os jogos da equipe como mandante. A coluna vertical indica os jogos da equipe como visitante.
Jogos "clássicos" estão em negrito.
Resultados estão em verde.
|               | AEC | CAP | CIA | JMA | CFC | LEC | NAC | OPE | PAR | ACP | RIO | TCW |
| ------------- | --- | --- | --- | --- | --- | --- | --- | --- | --- | --- | --- | --- |
| Arapongas     | —   | 1x1 | 1x3 | 0x3 | 1x1 | 2x3 | 3x0 | 1x1 | 0x0 | 0x0 | 2x1 | 0x0 |
| Atlético      | 2x1 | —   | 2x1 | 3x1 | 3x1 | 1x1 | 2x0 | 3x0 | 0x1 | 0x0 | 1x1 | 3x2 |
| Cianorte      | 0x1 | 1x2 | —   | 0x1 | 0x2 | 1x1 | 2x2 | 0x3 | 1x0 | 3x0 | 3x1 | 0x1 |
| J.Malucelli   | 2x1 | 0x1 | 1x0 | —   | 0x3 | 0x2 | 2x0 | 3x2 | 2x2 | 3x1 | 2x1 | 1x0 |
| Coritiba      | 3x2 | 2x1 | 2x0 | 1x0 | —   | 3x1 | 2x0 | 1x1 | 2x3 | 3x1 | 6x0 | 3x1 |
| Londrina      | 1x1 | 2x0 | 2x0 | 3x0 | 0x1 | —   | 4x0 | 0x1 | 1x0 | 3x1 | 1x0 | 4x2 |
| Nacional      | 0x1 | 1x1 | 1x3 | 0x2 | 1x1 | 0x2 | —   | 0x1 | 0x1 | 3x4 | 1x2 | 0x1 |
| Operário-PR   | 2x3 | 4x1 | 2x1 | 2x0 | 0x0 | 0x1 | 0x1 | —   | 1x1 | 3x0 | 2x2 | 1x1 |
| Paraná        | 2x2 | 2x2 | 2x1 | 1x0 | 0x0 | 2x1 | 4x0 | 1x1 | —   | 2x1 | 1x0 | 1x1 |
| Paranavaí     | 0x2 | 0x1 | 1x1 | 1x0 | 2x2 | 0x4 | 2x0 | 1x1 | 0x3 | —   | 0x3 | 2x1 |
| Rio Branco-PR | 0x0 | 1x2 | 2x3 | 0x2 | 0x7 | 0x6 | 2x1 | 2x2 | 2x0 | 3x0 | —   | 0x0 |
| Toledo        | 2x1 | 1x1 | 4x0 | 1x1 | 0x2 | 0x1 | 2x0 | 1x2 | 0x0 | 0x0 | 1x1 | —   |

## Final do Interior
Primeiro jogo
| 5 de maio | Operário                         | 2 – 1          | Londrina     | Germano Krüger, Ponta Grossa                                           |
| 15:50     | Rone Dias 27' · Paulo Sergio 75' | Súmula Borderô | 59' Weverton | Público: 1 683 Renda: R$ 35 985,00 Árbitro: Selmo Pedro dos Anjos Neto |

Segundo jogo
| 12 de maio | Londrina | 2 – 1   | Operário | Estádio do Café, Londrina                                            |
| 15:50      |          | Borderô |          | Público: 16 667 Renda: R$ 185 280,00 Árbitro: Rodolpho Toski Marques |

| Campeonato do Interior Paranaense de 2013   |
| Londrina                                    |
| ------------------------------------------- |
| Londrina Esporte Clube Campeão (14º título) |

- Por ter feito a melhor campanha na classificação geral, o Londrina jogava por dois resultados iguais.

## Final
Primeiro jogo
| 5 de maio | Atlético Paranaense      | 2 – 2          | Coritiba                | Vila Olímpica, Curitiba                                              |
| 15:30     | Patric 12' · Hernani 78' | Súmula Borderô | 4' Deivid · 85' Geraldo | Público: 6 162 Renda: R$ 122 190,00 Árbitro: Edivaldo Elias da Silva |

Segundo jogo
| 12 de maio | Coritiba                   | 3 – 1          | Atlético Paranaense | Couto Pereira, Curitiba                                         |
| 15:50      | Alex 29' 40' · Geraldo 90' | Súmula Borderô | 5' Hernani          | Público: 24 872 Renda: R$ 614 442,00 Árbitro: Adriano Milczvski |

## Artilharia
| Gols | Jogador          | Time        |
| ---- | ---------------- | ----------- |
| 15   | Alex             | Coritiba    |
| 13   | Neilson          | Londrina    |
| 11   | Douglas Coutinho | Atlético    |
| 9    | Potita           | J.Malucelli |
| 8    | Celsinho         | Londrina    |

## Maiores públicos
Esses foram os cinco maiores públicos do campeonato:
| Nº | Público* | Mandante | Placar | Visitante   | Estádio       | Data            | Rodada              |
| -- | -------- | -------- | ------ | ----------- | ------------- | --------------- | ------------------- |
| 1  | 29 116   | Londrina | 0–1    | Coritiba    | Café          | 03 de março     | 11ª (1ºTurno)       |
| 2  | 24 872   | Coritiba | 3–1    | Atlético    | Couto Pereira | 12 de maio      | 2ª (Final)          |
| 3  | 20 757   | Coritiba | 2–1    | Atlético    | Couto Pereira | 24 de fevereiro | 10ª (1ºTurno)       |
| 4  | 16 667   | Londrina | 2–1    | Operário    | Café          | 12 de maio      | 2ª (Final Interior) |
| 5  | 15 276   | Londrina | 3–0    | J.Malucelli | Café          | 21 de abril     | 10ª (2ºTurno)       |

- Considerando apenas o público pagante.

## Premiação
| Campeonato Paranaense de 2013                |
| -------------------------------------------- |
| Coritiba Foot Ball Club Campeão (37º título) |

| Vice Campeão: | Terceiro colocado: | Quarto colocado: | Campeão do Interior |
| ------------- | ------------------ | ---------------- | ------------------- |
| Atlético      | Londrina           | Paraná Clube     | Londrina            |